# Riyak - Hoch Hala
Riyak - Hoch Hala è un  comune (municipalité) del Libano situato nel distretto di Zahle, governatorato della Beqā.